# Scopelodes albipalpis
Scopelodes albipalpis är en fjärilsart som beskrevs av Erich Martin Hering 1931. Scopelodes albipalpis ingår i släktet Scopelodes och familjen snigelspinnare. Inga underarter finns listade i Catalogue of Life.